# The Killing Hand
"The Killing Hand" je četvrta pjesma s albuma When Dream and Day Unite (izdan 1989. godine) američkog progresivnog metal sastava Dream Theater. Osim na studijskom izdanju, pjesma se još nalazi na EP izdanju Live at the Marquee. Tekst pjesme napisao je gitarist John Petrucci.

## Kompozicija
Skladba je izuzetno originalna, jer odskače od standardne kompozicije rock skladbi. Izostavljen je refren, iz razloga što je skladba sastavljena od pet međusobno povezanih tematskih dijelova (poput suite). Umjesto solo dijelova na gitari, do izražaja dolazi bas-gitara Johna Myunga. S trajanjem od 8 minuta i 40 sekundi najduža je skladba na albumu. 
Kritičari smatraju kako je skladba po stilu i kompoziciji najsličnija skladbama s albuma Images and Words.
Gitarist sastava, John Petrucci, navodi kako je tekst pjesme prvo napisao kao tekst u prozi, a potom ga preoblikovao u stihove.
Tematski dijelovi
1. The Observance (poštovanje)
2. Ancient Renewal (drevna obnova)
3. The Stray Seed (zalutalo zrno)
4. Thorns (trnje)
5. Exodus (odlazak)

## Fabula
Prvi dio pjesme opisuje čovjeka koji se odjednom probudio, ne znajući što se događa ni gdje se nalazi. Zabrine ga što nigdje nema nikoga te je posve sam. Osvrne se oko sebe te ugleda spomenike ispisane imenima poginulih ljudi. Tada se zapita čime je to bilo uzrokovano, je li riječ o ratu, kugi ili nečem drugom. Odluči se vratiti kroz vrijeme kako bi saznao što se dogodilo. Petrucci njegovo putovanje kroz vrijeme opisuje metaforom "put na dno mora" (stih: "Lowered deep into the sea"). 
No, kada se vratio u prošlost, nije naišao na nikakav rat ni sukobe, nego na tiranina koji je vršio genocid nad čovječanstvom. Odlučio je zaustaviti moćnog tiranina, ali zbog toga što je iz drugog vremena, on je samo pasivni promatrač kojeg nitko ne može ni vidjeti ni čuti. Tada se okreće Bogu, od kojeg traži da mu udjeli smrtnost kako bi se suprotstavio tiraninu.
Uspjeva ga ubiti te zaustavlja genocid. Shvati kako je učinio sve što je trebao te se odluči vratiti u svoju sadašnjost. No, kad se vratio preplavio ga je neki neugodan osjećaj. Vrati se na isto mjesto sa spomenicima i ugleda svoje ime zadnje na popisu. Tada shvati cijelu ironiju svog putovanja u prošlost. On je bio taj tiranin te je, vrativši se u prošlost, ubio sam sebe.

## Izvođači
- Charlie Dominici – vokali, akustična gitara
- John Petrucci – električna gitara
- John Myung – bas-gitara
- Mike Portnoy – bubnjevi
- Kevin Moore – klavijature